# ブレイド (2011年のアニメ)
『ブレイド』（MARVEL BLADE）は、アニマックスで2011年7月1日より放送されたテレビアニメである。マーベル・コミックの『ブレイド』を原作とした、日本のアニメ制作会社であるマッドハウスの作品。

## 概要
マーベル・コミック、マッドハウス、ソニー・ピクチャーズ、アニマックスによるマーベル作品アニメ化プロジェクト「Marvel Anime」の第4弾 であり、プロジェクトとしての最終作品でもある。第3弾の『X-MEN』に続いて放送された。映画監督でもある深作健太が脚本として初めて関わったアニメ作品である。

## あらすじ
出産直前にヴァンパイアに襲われた女から産まれた男、ブレイド。ヴァンパイアの超絶的な能力と、人間の日光への耐性とを併せ持つ超人『ディ・ウォーカー』となった彼は、ヴァンパイアを、特に母を襲ったヴァンパイア『四本牙』たちを狩る戦いの日々を送っていた。そんなある日、ブレイドは宿敵『四本牙』の一人、ディーコン・フロストと日本で対峙するが、あえなく敗北。それどころかフロストの罠によって、日本の女ヴァンパイアハンター、マコトに「父の仇」と付け狙われることになる。フロストを追い、マコトに追われるブレイドを待つものは…？

## 登場人物

### ヴァンパイア・ハンター
ブレイド / エリック・ブルックス
声 - 大塚明夫、皆川純子（少年時代のエリック）
『ブレイド』の通り名を持つ黒人のヴァンパイア・ハンター。太陽光を浴びても平気である「デイ・ウォーカー」とも呼ばれるヴァンパイアと人間のハーフ。武器は銀製の刀や手裏剣、杭。吸血の衝動を抑えるためレトロウィルスを定期的に投与している。一時期、奈良・柳生流で剣術を修行していた。
柳生三奥義
- 一の太刀 残月（ざんげつ） - 相手が残像に惑わされている間に斬る。
- 二の太刀 幻月（げんげつ） - 相手を高速の横輪切りにして斬りつける。
- 三の太刀 乱月（らんげつ） - 剣気を浴びせて相手を拘束し、刺突にて仕留める。一の太刀、二の太刀を極めた者だけが身につけられるとされる奥義。

マコト
声 - 坂本真綾
日本人の女性ヴァンパイア・ハンター。ナックルダスターを武器に、格闘技で戦う。ディーコンにヴァンパイア化させられた父親ハヤテを殺したブレイドを付け狙っていたが、ブレイドの内情を知ってからはパートナーとなり共に戦う。拉致されたブレイドの救出に成功するもフロストに噛まれ、ヴァンパイア化する前にブレイドに斬られることを望み、その刃によって命を落とした。
ノア・ヴァン・ヘルシング
声 - 阪脩
愛犬レイザーを連れているイギリス出身の老ヴァンパイア・ハンター。先祖代々のヴァンパイア・ハンターの家系でブレイドとは古き友人。マテスの拷問により治療に専念するためにレイザーをマコトに託して帰国したが、ラオスでのブレイドの救出するために再び戦列に復帰した。

### エグジステンス
ディーコン・フロストが創始者としてアジアで急成長しているヴァンパイア組織である。あらゆるヴァンパイアの血液を掛け合わせた混合血液を作り出し注入して、従来のヴァンパイアをさらに強化した『亜種』を産み出すことで純血種ヴァンパイアを根絶し、世界を自らの支配下に置くことを目論む。そのために純血種からは忌み嫌われた存在でもある。本拠地はタイ・ミャンマー・ラオスの国境付近にある麻薬密売地域の「ゴールデントライアングル」に隠されているヴァンパイア都市アーモロート。
ディーコン・フロスト
声 - 磯部勉
『4本牙の男』と呼ばれるヴァンパイア。ブレイドの母タラの敵相手でもある。
亜種を生み出す実験においても自らもその対象とし、その結果、究極の亜種を自称。ブレイドがまったく「刃が立たない」ほどの力を身につけている。さらに究極の血液を作り出すためにこの世でただ一人の「デイ・ウォーカー」ブレイドの血を狙っている。
元は優秀な生物学者であったが、息子をヴァンパイアに殺されたことにより自らをヴァンパイア化してまでも復讐しようとしている。ただしそのための手段であるはずの日光の克服が世界征服へと目的がすり変わっているような発言もしている。
究極に高められたブレイドのデイウォーカーの血を得て太陽を克服できたが、銀製の武器の弱点は残ったためブレイドに母親の形見の短剣とマコトの形見のナックルによって倒される。
ルシウス・アイザック
声 - 東地宏樹
ヨーロッパで既得権益を握る純血種のヴァンパイアの貴族。表向きは貴族たちからの恫喝を伝えに来た使者だが、実はディーコン・フロストとブレイドに興味を持って来た。
しかし、フロストの急進的な活動ぶりに深刻な脅威を感じ、マドリプールでフロストの対ヴァンパイア兵器工場を殲滅するが、直後にブレイドとローガンとの共闘の末に斬殺される。
ラドゥ
声 - 吉野裕行
エグジステンス配下の人狼。横浜の酒場フィードのオーナーで、若い女性の一見客を餌食にしていた。
タナカ
声 - 白鳥哲
エグジステンス配下の水虎。大阪で女性出稼ぎ外国人を攫い、血液の供給源、人身売買の商品としていた。
イケダ
声 - 松本保典
サコミズの部下の新米刑事。彼もまたエグジステンス配下の人間であった。
マテス
声 - 葛城七穂
フィリピンの伝説にある鳥の姿を持つヴァンパイア、マンドゥルゴの長。フィリピン女性の人身売買をしていた。
マナナンガル
島に封印されていたフロストが復活させた人を食らう魔獣。上半身と下半身が別々に活動し、科学の力で強化されている。
サラギ
声 - 江川央生
スマトラの鉱山を預かっているフロスト配下のヴァンパイア。大量のねずみに姿を変えることが出来る。
ジャラール
声 - 桐本琢也
無法の地マドリプールの一組織マザーマンティスのボス。人間でありながらフロストに協力し銀製の対ヴァンパイア兵器を製造するが、工場はルシウスに焼かれ自身も斬られる。
セルゲイ
声 - 仲野裕
マドリプールで武器調達を行っていた、フロスト配下のロシア伝説のヴァンパイア。身体を鋼鉄化できるものの、ルシウスに一閃の下に斬られる。
フォロン
マレーシアの赤い子鬼のようなヴァンパイア。人間の血を与えることで分裂する。
美影桔梗（みかげ ききょう）
声 - 萩原聖人
フロストに雇われたサムライ風のミュータント。ローガンと同じような能力を持つ。ブレイドとはかつて同じ師の下で修行した柳生流の同門。ヴァンパイアの忍者部隊を率いる。師匠の丹波がヴァンパイア化させられたことは知らさせておらず、その後フロストから用心棒として解雇され、フロストを追うマコトを見送った。ブレイドのフロスト襲撃を手助けした後は再度の決着を約束し別れる。
『ウルヴァリン』から引き続き登場。
柳生丹波（やぎゅう たんば）
声 - 内海賢二
ブレイドと桔梗の剣の師匠。奈良柳生の剣の使い手で「剣聖」とまで呼ばれた人物。ヘルシングとは知己でヴァンパイアハンターとしての経験もある。病に侵され果てようとしていたところをフロストによりヴァンパイア化され、「ブレイドと死合いたい」との望みを果たそうとする。

### その他のキャラクター
ハヤテ
声 - 大川透
マコトの父親でヴァンパイアハンター。しかしフロストによってヴァンパイア化しブレイドに斬られる。
サコミズ
声 - 田中正彦
日本の刑事。ブレイドとの出会いからエグジステンスの存在を知り独自に動く。1人娘がいる。
タラ・ブルックス
声 - 田中敦子
ブレイドの母親。フロストに血を吸われエリックを身ごもる。死んだと思われていたがヴァンパイアとなり、キャロルを襲ったところをエリックによって銀のナイフを刺され灰となる。
キャロル
声 - 大原さやか
タラの親友でエリックの育ての親。タラに襲われ殺される。
マックレイ
声 - 辻親八
ブレイド達が乗船したヴィクトリアII世号船長。
ハワード卿
声 - 家中宏
ブレイドが少年時に遭遇したバロンを名乗るヴァンパイア。
ルピート
声 - 根谷美智子
シキフォール島の守護者であるベルドゥーゴのリーダー。マナナンガルを追っている。マナナンガルを封印するものの戦死する。
シマロン
声 - 佐藤美一
ベルドゥーゴの一人で二本槍の使い手。ルピートの許婚だった。マナナンガルに殺されその身も魔獣となる。
ハギビス
声 - 魚建
ベルドゥーゴの一人で弓の使い手。マナナンガルに殺されその身も魔獣となる。
ダナス
声 - 高垣彩陽
ハギビスの妹。兄の復讐を誓い戦士となる。
アグス
声 - うえだゆうじ
スマトラのバタック族の村の魔法医、ヴァンパイアを浄化できる湖の水を使い自らが調合した聖水でヴァンパイアを人間に戻す事が出来ると信じていたが、妻に噛まれてマコトに聖水を託し消滅する。
ヤティ
声 - 吉田聖子
アグスの妻。鉱山でヴァンパイアとなり、アグスの聖水によって一時的にキバが消え眠り続けていたが、人間には戻れなかった。
ローガン
声 - 小山力也
『ウルヴァリン』に登場したX-MEN所属のミュータントでブレイドとは旧知の仲。マドリプールでAIMの捜査中にブレイドと協力する。その後、『ヴァンパイアとの戦いは専門外』との理由でブレイド達とは合流せず、代わりにフロストがベトナムにおいて用心棒としてミュータントを雇ったとの情報を提供した。
スタン
声 - 咲野俊介
ブレイドがベトナム北西部で出会った、元米軍軍人。ベトナム戦争末期に、「V計画」によりAIMから入手した薬を投与されヴァンパイアとなった。その後多くの敵を殺してきたが、空軍の誤爆により一時的に洗脳がとけ洗脳チップを取り出すことに成功するものの、機密抹消のため戦死扱いになり故郷に帰れない身となり、仲間が一人また一人と消えていく中、部隊の最後の生き残りとなった。フロスト傘下への参入を断ったため美影によって斬られる。
アリス
声 - 五十嵐裕美
スタンの一人娘。
エドガー
声 - 福田賢二
フロストの息子。父親と同じく生物学者を目指していたがヴァンパイアに襲われ死亡。この事件がフロストがヴァンパイアに身を落としてまで復讐を目論む原因となった。

## スタッフ
- 原作 - マーベル・コミックス[1][2]
- ストーリー - ウォーレン・エリス
- 企画 - 丸山正雄
- エグゼクティブプロデューサー - 滝山雅夫、Jeph Loeb、Alan Fine、Dan Buckley、Simon Philips、Eric S. Rollman
- 共同エグゼクティブプロデューサー - Joe Quesada、Stan Lee
- プロデューサー - 森島太朗、原史倫、Cort Lane
- アソシエイトプロデューサー - スコット・ドルフ、Megan Thomas Bradner、Harrison Wilcox
- シリーズ構成 - 深作健太[1][2]
- キャラクターデザイン・総作画監督 - Cindy H.Yamauchi
- プロップデザイン - 箕輪豊
- モンスターデザイン - 宮繁之
- サブキャラクターデザイン - 吉川真一、阿部恒、村谷貴志
- 助監督 - 山城智恵
- 美術監督 - 青木勝志
- 美術設定 - 金子英俊
- 色彩設計 - 堀川佳典
- 撮影監督 - 川下裕樹
- 3DCGディレクター - さいとうつかさ
- 編集 - 木村佳史子、塚常真理子
- 音響監督 - 中嶋聡彦
- 音響効果 - 倉橋静男
- 音楽 - 高橋哲也
- アニメーションプロデューサー - 櫻井健一
- アニメーション制作 - マッドハウス[1]
- 監督 - 増原光幸[1][2]
- 製作著作 - Superhero Anime Partners、Sony Pictures Entertainment (Japan) Inc.、MADHOUSE[1]

## 主題歌
オープニングテーマ「Slashing Through The Night」
作曲 - 高橋哲也、大西省吾
エンディングテーマ「Between Darkness & Sanity」
作曲 - 高橋哲也、大西省吾
インスパイアソング「Your Luv」
歌 - MBLAQ

## 各話リスト
| 話数      | サブタイトル                 | 脚本                                           | 絵コンテ         | 演出           | 作画監督                                               |
| --------- | ---------------------------- | ---------------------------------------------- | ---------------- | -------------- | ------------------------------------------------------ |
| Episode1  | その男、ブレイド             | 深作健太 藤田大（協力） ディプレックス（制作） | 増原光幸 深野Q作 | 山城智恵       | 村谷貴志                                               |
| Episode2  | 狂った世界                   | 深作健太 藤田大（協力） ディプレックス（制作） | 川尻善昭         | migmi          | 吉田南                                                 |
| Episode3  | ヴァンパイア・ハンター       | 深作健太 藤田大（協力） ディプレックス（制作） | 平田敏夫         | 青柳宏宣       | 吉田大輔                                               |
| Episode4  | 少年の日々                   | 深作健太 藤田大（協力） ディプレックス（制作） | 小島正幸         | 田中智也       | 小山知洋                                               |
| Episode5  | 光る島                       | 藤田大 深作健太（協力） ディプレックス（制作） | 荒木哲郎         | 山城智恵       | 佐藤千春                                               |
| Episode6  | 魔法医の男                   | 藤田大 深作健太（協力） ディプレックス（制作） | 雲一平           | 岡尾貴洋       | 桝井一平 清水恵三                                      |
| Episode7  | デイウォーカーとミュータント | 藤田大 深作健太（協力） ディプレックス（制作） | 深野Q作          | migmi          | 村谷貴志 吉田大作（補佐）                              |
| Episode8  | 永遠の黙示録                 | 藤田大 深作健太（協力） ディプレックス（制作） | 宮繁之           | 高村雄太       | 小畑賢                                                 |
| Episode9  | 師弟の絆                     | 藤田大 深作健太（協力） ディプレックス（制作） | 増田敏彦         | 青柳宏宣       | 吉田南 宮本佐和子（補佐）                              |
| Episode10 | 慟哭の渦へ                   | 藤田大 深作健太（協力） ディプレックス（制作） | 宮繁之           | 田中智也       | 小山知洋                                               |
| Episode11 | 相棒                         | 藤田大 深作健太（協力） ディプレックス（制作） | 増田敏彦         | 山城智恵       | 吉田大輔                                               |
| Episode12 | 闇の向こう側                 | 深作健太 藤田大（協力） ディプレックス（制作） | 江本正弘         | migmi 増原光幸 | 吉川真一、村谷貴志 吉田南・宮本佐和子（補佐） 吉田大輔 |